# The Crusher
Albums de Amon Amarth
The Avenger
(1999) Versus the World
(2002)
The Crusher est le troisième album studio du groupe de death metal mélodique Amon Amarth, sorti le 8 mai 2001 sous Metal Blade Records.

## Liste des titres
1. "Bastards of a Lying Breed" − 5:33
2. "Masters of War" − 4:35
3. "The Sound of Eight Hooves" − 4:50
4. "Risen From the Sea (2000)" - 4:26
5. "As Long as the Raven Flies" − 4:04
6. "A Fury Divine" − 6:36
7. "Annihilation of Hammerfest" − 5:03
8. "The Fall Through Ginnungagap" − 5:21
9. "Releasing Surtur's Fire" − 5:30
10. "The Eyes of Horror" − 3:34 (Possessed cover)

## Formation
- Fredrik Andersson − Batterie
- Olavi Mikkonen − Guitare
- Johan Hegg − Chant
- Johan Söderberg − Guitare
- Ted Lundström − Basse